# Dohren, Emsland
Dohren là một đô thị thuộc huyện Emsland, trong bang Niedersachsen, Đức. Đô thị này có diện tích 25,64 km².